# Jægerkorpset
 Der er for få eller ingen kildehenvisninger i denne artikel, hvilket er et problem. Du kan hjælpe ved at angive troværdige kilder til de påstande, som fremføres i artiklen.

Jægerkorpset (JGK) er Forsvarets landmilitære specialoperationsstyrke (SOF), der har til opgave med kort varsel at blive indsat i operationer, hvor konventionelle styrker ikke kan anvendes, i såvel nationalt som internationalt regi.
I 1960'erne, hvor Den kolde krig var på sit højeste, og hvor Berlinmuren blev opført i 1961, besluttede man i Danmark at oprette en specialenhed, som først og fremmest kunne være indhentningsorgan under en eventuel grå periode op til en mulig konflikt mellem Warszawapagten og NATO. Det var baggrunden for, at det nuværende Jægerkorps så dagens lys den 1. november 1961.
Korpsets opgaver er informationsindhentning, kontraterrorisme, aktiv indsats, forbindelsesvirksomhed, humanitær bistand og katastrofehjælp. Dertil kommer militær støtte, også til alliance- og koalitionspartnere, samt uddannelse af militære og paramilitære enheder. De danske jægersoldater indgår i det danske antiterrorberedskab. Jægersoldaterne har bl.a. været i aktion i Bosnien-Hercegovina, Kosovo, Afghanistan og Irak.
Jægerkorpset har garnison på Flyvestation Aalborg og hører direkte under Specialoperationskommandoen (SOKOM) med oberstløjtnant Jens Peter Blomqvist som chef. I dag er korpset arbejdsplads for 150 ansatte på Flyvestation Aalborg.
Den 2. januar 2013 døde den første danske jægersoldat i en international operation. Den 39-årige oversergent René Brink Jakobsen omkom efter at være blevet ramt af en eksplosion under en operation i den uroplagede Helmand-provins i Afghanistan.
Korpsets latinske motto, Plus esse quam simulatur, betyder på dansk Mere at være, end at synes, hvilket referer til, at Jægerkorpset både som enhed og som individuelle soldater sjældent praler med og taler offentligt om deres bedrifter og evner samt generelt meget sjældent giver offentligheden indblik i deres dagligdag. Jo mindre, der vides om dem, desto mere effektive er de.
I forbindelse med Den russisk-ukrainske krig oprettes der en tredje squadron.

## Baggrund

### Historie
Forud for Jægerkorpsets oprettelse i 1961 sendte Hæren nogle officerer til udlandet i 1960 for at samle erfaringer fra tilsvarende udenlandske specialstyrker. Officererne gennemgik kurser ved de amerikanske United States Army Rangers og britiske Special Air Service (SAS). Betegnelsen jægerkorps blev overtaget fra en få år tidligere nedlagt bataljon.
En af de første jægere (med jægernummer 2) var den senere forsvarschef Jørgen Lyng. Han var med til at danne jægerkorpset sammen med oberstløjtnant Poul Kjeld Larsen (jægernummer 1) samt at planlægge uddannelsen af det første hold jægere. Jørgen Lyng var i en periode også chef for Jægerkorpset.
I starten af 1990’erne fik offentligheden for første gang et lille indblik i arbejdet og træningen i Jægerkorpset igennem den dokumentariske tv-serie Eliten. Her fulgte man aspiranternes vej gennem uddannelsen, lige fra den indledende optagelsesprøve til de hårde og udmattende afsluttende prøver.

#### Anti-terrorstyrken
Jægerkorpset fik siden deres anti-terror-afdeling. Det var, efter at hele verden i 1980 havde oplevet Englands anti-terrorstyrke Special Air Service (SAS) i aktion. Terrorister havde besat Irans ambassade i London, men blev uskadeliggjort, da 30-35 SAS-soldater i en koordineret aktion stormede bygningen, dræbte alle gidseltagere på nær én. Gidseltagerne nåede at dræbe et gidsel og såre to alvorligt. Resten blev reddet ud. Opgaven omkring anti-terror stod bl.a. B.S. Christiansen for. Jægerkorpsets træning havde hidtil ikke været rettet mod anti-terror-indsatser.

### Uddannelse
Jægersoldaterne gennemgår en faldskærmsuddannelse og får kampsvømmeruddannelse hos Frømandskorpset. Dertil kommer en lang række kurser hos andre specialstyrker og på skoler i og uden for NATO.[kilde mangler] Uddannelserne omfatter udvidet sanitetstjeneste, radiotjeneste, sprængningstjeneste, materielkendskab, taktisk skydeuddannelse, infiltrations- og exfiltrationsmetoder og ekstra faldskærmsuddannelse med frit fald (HAHO og HALO), samt specialisering inden for et særligt område.
Jægerkorpset afvikler en række kurser for forsvarets øvrige personel, blandt andet: Faldskærmskursus, patruljekursus, jægeraspirantkursus og Protection Team-kurser/uddannelse for SSRs frivillige.

### Opgaver
Jægersoldaternes primære opgave er rekognoscering og efterretning/informationsindhentelse. Med andre ord er de trænet i at være øjne og ører for danske og internationale styrker bag fjendens linjer. Jægerne kan indgå i egentlig kamp og jagt på højtstående medlemmer i fjendtlige grupper (Taliban, al-Qaeda eller andre). Imidlertid er styrken ikke så stor, hvorfor det normalt for kostbart at bruge jægersoldater i større kampe eller jagtoperationer, medmindre der opereres inden for ovenstående områder (rekognoscering og informationsindhentning).
I stedet lægges vægten af aktive kamphandlinger på såkaldte nålestiksoperationer, hvor sårbarheder hos taktiske mål udnyttes, eksempelvis angreb på fjendens infrastruktur. Jægerkorpset blev brugt som rekognosceringsenhed, ét år forud for, at Danmark valgte at indgå i Irakkrigen. Desuden har de været indsat i Mali. Jægerkorpset er som tidligere nævnt også en del af det danske antiterrorberedskab.
En jægerpatrulje består typisk af otte mand: En patruljefører, en næstkommanderende og et antal specialister (herunder sanitetsmand, sprængningsmand, signalmand, spejder og finskytte).

## Bevæbning
Jægersoldaterne bruger bl.a. følgende våben:
| Type              | Kaliber                          | Fabrikat        | Model        | dansk betegnelse |
| ----------------- | -------------------------------- | --------------- | ------------ | ---------------- |
| Pistol            | 9 mm                             | Glock Ges.m.b.h | Glock 26     | Glock 26         |
| Pistol            | 9 mm                             | Heckler & Koch  | USP          | H&K USP          |
| Pistol            | 9 mm                             | SIG             | SIG P210     | Neuhausen M/49   |
| Pistol            | 9 mm, .38 Super, .40 S&W, .45ACP | STI             | Tactical 5.0 | STI Tactical     |
| Maskinpistol      | 9 mm                             | Heckler & Koch  | MP5          | MP5              |
| Maskinpistol      | 5,56 mm                          | Heckler & Koch  | G53          | MP85             |
| Gevær             | 5,56 mm                          | Colt Canada     | C8 CQB       | C8 CQB           |
| Gevær             | 5,56 mm                          | Colt Canada     | C8 SFW       | C8 SFW           |
| Gevær             | 5,56 mm, .300 ACC Blackout (en)  | SIG             | SIG MCX      | SIG MCX (en)     |
| Let Støttevåben   | 5,56 mm                          | Colt Canada     | LSV M/04     | LSV M/04         |
| Maskingevær       | 5,56 mm                          | Heckler & Koch  | 23 E         | MG85             |
| Skarpskytteriffel | 7,62 mm                          | Heckler & Koch  | MSG 90       | MSG 90           |
| Maskingevær       | 7,62 mm                          | Rheinmetall     | MG3          | LMG M/62         |
| Maskingevær       | 7,62 mm                          | Heckler & Koch  | 21 E         | H&K 21 E         |
| Finskytteriffel   | 8,6 mm                           | Sako            | TRG          | Sako TRG-42      |

## Kendte jægersoldater
- Poul Kjeld Larsen: Jæger nr. 001 - Medstifter af korpset som første chef
- Jørgen Lyng: Jæger nr. 002 – Medstifter af Jægerkorpset som første næstkommanderende og senere forsvarschef (1989-1996).
- Helge Meyer: Jæger nr. 089 – Forfatter til bogen "Guds Rambo - Manden der hjalp krigens børn", forlag1.dk. 2018. ISBN 9788792841650.
- Helge Adam Møller: Jæger nr. 157 – Dansk politiker.
- Poul Dahl: Jæger nr. 160 – Forfatter & politiker.
- B.S. Christiansen: Jæger nr. 163 – Forfatter, foredragsholder, coach og mediepersonlighed.
- Carsten Mørch: Jæger nr. 172 – Forfatter, foredragsholder og coach.
- Lars Møller: Jæger nr. 200 – Forfatter til bogen "Jæger 200 – med hjertet som indsats".
- Lothar Friis: Jæger nr. 215 - Ekspeditionsleder i programmet "Ingen kære mor", som blev sendt på TV2.
- Thomas Rathsack: Jæger nr. 229 – Forfatter til bogen "Jæger – i krig med eliten".
- Nicolai Moltke-Leth: Jæger nr. 243 - Forfatter, foredragsholder, coach, medvirkede i DR-dokumentaren "Eliten" om aspiranttiden ved jægerkorpset, medstifter af Anders Lassen-fonden og har deltaget i Dakar Rally i 2001 & 2002.

## Chefer for Jægerkorpset
- Poul Kjeld Larsen (1961-1967)
- W.P. Elsberg (1967-1972)
- Vagn Jensen (1972-1977)
- Bodo Crenzien (1977-1982)
- J. Windeballe (1982-1982)
- Niels-Henning Lauritz Beck (1982-1988)
- Poul Dahl (1989)
- Olaf Kuula (1989-1990)
- Poul Dahl (1990-1993)
- Jens Mandøe (1993-1997)
- Jørgen Høll Christensen (1997-1999)
- Frank Lissner (1999 - 2002)
- Klaus Peter Petersen (2002-2004)
- Henrik Højris Friis (2004-2007)
- Michael Wiggers Hyldgaard (2007-2010)
- Claus Aksel Vammen (2010-2016)
- Kåre Jakobsen (2016-2021)
- Jens Peter Blomqvist (2021-)